# Solérieux
Solérieux település Franciaországban, Drôme megyében. Lakosainak száma 311 fő (2022. január 1.). Solérieux La Baume-de-Transit, Clansayes, Montségur-sur-Lauzon, Saint-Restitut és Suze-la-Rousse községekkel határos.

## Népesség
A település népessége az elmúlt években az alábbi módon változott:
| Lakosok száma | 117  | 132  | 173  | 285  | 334  | 334  | 335  | 318  | 315  | 311  |
|               | 1968 | 1982 | 1990 | 2006 | 2013 | 2015 | 2017 | 2019 | 2020 | 2022 |